# Villalcázar de Sirga
Villalcázar de Sirga település Spanyolországban, Palencia tartományban. Villalcázar de Sirga Carrión de los Condes, San Mamés de Campos, Arconada, Villovieco, Villarmentero de Campos, Lomas és Villoldo községekkel határos. Lakosainak száma 174 fő (2024).

## Népesség
A település népessége az elmúlt években az alábbi módon változott:
| Lakosok száma | 236  | 216  | 206  | 195  | 165  | 159  | 172  | 172  | 175  | 174  |
|               | 2001 | 2004 | 2007 | 2009 | 2012 | 2014 | 2017 | 2019 | 2022 | 2024 |